# Te Waewae Bay
Die Te Waewae Bay ist die westlichste der drei großen Buchten, die die Küste der Foveaux Strait auf Seiten  der Südinsel Neuseelands  bilden. Die anderen beiden sind Oreti Beach und Toetoes Bay. Die Bucht ist 27 km lang. Das Westende ist das gebirgige Ende der Südalpen  und des Fiordland National Park.
Die kleine Landsiedlung Orepuki liegt auf den Klippen am Ostende der Bucht, die von Forstwirtschaft geprägte Gemeinde  Tuatapere 7 km nördlich von der Bucht am Ufer des Waiau River, der in die Bucht mündet. 
Die Te Waewae Bay ist eine Station der Southern Scenic Route.
Koordinaten: 46° 15′ S, 167° 30′ O